# 字體簿
字體簿 (Font Book) 是Mac OS X的一個字體管理器，自OS X 10.3 (Panther) 起，附在系統上。

## 主要功能
- 预览和安装字体文件，防止同一字体的多路径安装。
- 通过不同文本样本和大小浏览已安装的字体。
- 对字体进行分组——字体组，分组能在所有Cocoa程序中使用。
- 激活／关闭个别字体或字体组，以便管理字体列表。
- 检查字体文件的数据集成性。
- 搜索字体。使用Spotlight可以根据多种字体属性，包括字体名称、版权、语言、风格等进行搜索。
- 高级排版功能。可以自定义字体排齐、字距调整、数字间隔、背景、斜体、数字及文字加框等。
- 向另外一台电脑导出字体组。